# Carlos Baerga
Carlos Obed Ortiz Baerga, né le 4 novembre 1968 à San Juan à Porto Rico, est un ancien joueur portoricain de baseball qui évolue en Ligue majeure de baseball de 1990 à 2005. Il est sélectionné trois fois pour disputer le match des étoiles en 1992, 1993 et 1995 et joue, sans les remporter, les World Series 1995 avec les Cleveland Indians.

## Carrière
Recruté par l'organisation des San Diego Padres comme agent libre amateur le 4 novembre 1985, Carlos Baerga est échangé aux Cleveland Indians le 6 décembre 1989. Il débute en ligue majeure le 14 avril 1990 et signe ses meilleures saisons entre 1991 et 1995. Onzième au classement du MVP de la saison en 1992, il est dixième à ce même challenge en 1993. 
Contre les New York Yankees, le 8 avril 1993, Baerga frappe deux coups de circuit lors de la même manche (septième), le premier comme batteur droitier, le second l'autre côté du marbre. C'est un cas unique dans l'histoire des ligues majeures. Le 18 juin de la même année, il frappe trois home runs au cours du même match.
Échangé aux New York Mets le 29 juillet 1996, il effectue deux saisons moyennes à New York avant d'entamer une course au contrat. Il tente sa chance chez les Saint-Louis Cardinals en janvier-février 1999, mais il n'est pas retenu dans l'effectif. Il joue en avril-mai en ligues mineures dans l'organisation des Cincinnati Reds, avant d'être libéré. Il s'engage alors avec les San Diego Padres avec lesquels il retrouve les terrains de Ligue majeure en disputant 33 matches. Les Cleveland Indians rachète alors son contrat et l'aligne en Ligue majeure à l'occasion de 22 parties. Libéré de son contrat à la fin de la saison 1999, Baerga repart à la recherche d'un poste de titulaire dans l'organisation chez les Tampa Bay Devil Rays, sans succès, et s'engage alors avec les Samsung Lions, en Championnat de Corée (2001).
De retout de Corée, il joue avec les Boston Red Sox (2002), les Arizona Diamondbacks (2003-2004) puis les Washington Nationals (2005).
Après sa carrière de joueur, il devient commentateur sportif pour la version hispanique d'ESPN.